# 내셔널리그 (잉글랜드)
내셔널리그(National League)는 잉글랜드의 축구 리그로 잉글랜드 축구 리그 시스템의 5,6부 리그이다. 내셔널리그는 내셔널리그 의 세 디비전 가운데 가장 높은 위치에 있고 내셔널리그 사우스와 내셔널리그 노스는 한 단계 아래에서 동등한 위치의 디비전이다. 내셔널리그는 2004년까지는 단 하나의 디비전으로 구성되어 있었다. 그러나 리그의 확대로 인하여 2004-05시즌부터 하부 디비전 두 개를 갖게 되었다.
2015-16 시즌 리그명을 풋볼 컨퍼런스에서 내셔널리그로 변경했다.

## 조직
풋볼 콘퍼런스는 내셔널 리그 시스템(NLS)의 최상위에 위치해 있다. 콘퍼런스 내셔널은 NLS의 1레벨이고 콘퍼런스 노스와 사우스는 2레벨이다. 풋볼 콘퍼런스 위에는 92개의 클럽으로 구성되어 있는 프리미어리그와 풋볼 리그가 존재하고 있다. 풋볼 콘퍼런스는 프리미어리그와 풋볼 리그의 뒤를 이어서 잉글랜드 내의 세 번째 리그이다.
콘퍼런스 내셔널은 24개의 팀을 가지고 있고 노스와 사우스 디비전은 각각 22개팀씩 참가하고 있다. 시즌 종료후 콘퍼런스 내셔널에서 풋볼 리그 2로 두 팀이 승격하고 리그 2에서 두팀이 강등된다. 승격하는 두 팀은 콘퍼런스 내셔널 우승 팀과 2~5위 간에 펼쳐진 플레이오프 승자가 그 주인공이다.
순위표 반대편을 보면 콘퍼런스 내셔널의 하위 네팀은 콘퍼런스 노스 또는 사우스로 강등된다. 어느 디비전으로 강등될 것인가에 대해서는 잉글랜드 축구 협회의 내셔널 리그 시스템 위원회에서 결정되는데, 대부분은 지역적인 위치로 결정된다. 이와 같은 레벨의 팀들 가운데는 재정적인 압박때문에 몇몇 클럽들은 강등권으로 리그를 마쳤음에도 불구하고 강등을 면하는 경우가 있다. 강등되는 네 팀은 콘퍼런스 노스와 사우스에서 각각 두팀씩 승격되는 팀과 교체되는데, 승격팀 역시 각 디비전의 우승 팀과 2~5위까지의 플레이오프 승자이다.
노스와 사우스 디비전의 각각 하위 세팀씩 총 여섯팀은 노스와 사우스 디비전의 하부리그이자 잉글랜드 축구 리그 시스템에 따르면 7부리그이고 내셔널 리그 시스템에 따르면 3부리그를 이루고 있는 노던 프리미어리그, 서던 풋볼리그, 이스미언 리그로 두 팀씩 강등된다. 이 리그의 승격팀은 각 리그의 우승 팀과 역시 2~5위팀 간에 펼쳐지는 플레이오프 승자이다.

## 역사
풋볼 콘퍼런스는 1979년에 노던 프리미어리그와 서던 리그의 상위권 팀들을 모아 얼라이언스 프리미어 리그(Alliance Premier League)라는 명칭으로 시작하였다. 1984년부터 리그의 명칭은 공식 후원사에 따라 변하게 되었다. 공식적인 명칭이 풋볼 콘퍼런스로 바뀐 것은 1986년이다.
- 1984-1986 : 골라 리그 (Gola League)
- 1986-1998 : GM 복스홀 콘퍼런스 (GM Vauxhall Conference)
- 1998-2007 : 네이션와이드 콘퍼런스 (Nationwide Conference)
- 2007-2010 : 블루 스퀘어 프리미어 (Blue Square Premier)
- 2010-2013 : 블루 스퀘어벳 프리미어 (Blue Square Bet Premier)
- 2013-2014 : 스크릴 프리미어 (Skrill Premier)
- 2014-15: 바나라마 프리미어 (Vanarama Premier)
- 2015-2024 : 바나라마 내셔널 (Vanarama National)
- 2025- 현재 : 엔터프라이즈 내셔널 (Enterprise National)

2007-08 시즌이 시작되기 전에 새로운 후원사인 블루 스퀘어가 정해져서, 리그 명칭 또한 변하게 되었다.
이후 2010년부터 2013년도까지 블루 스퀘어벳으로 정해졌다가 2013-14 시즌 스크릴을 거처 2014-15 시즌 에서 2024-25시즌까지 바나라마로 있다가 2025-26부터 랜터카 업체인 엔터프라이즈가 스폰서로 정해지게 되었다.
풋볼 콘퍼런스는 1979년에 만들어져서 25년간 단일 디비전으로 존재해 오다가, 2004-05 시즌부터 세 개의 디비전으로 구성되게 되었다. 원래의 디비전은 콘퍼런스 내셔널이라 명명하고, 새롭게 생기는 지역 디비전은 콘퍼런스 노스와 콘퍼런스 사우스로 이름지었다. 새롭게 구성되는 디비전에 참가하게 될 클럽들은 내셔널리그시스템 위원회에서 정한 지침에 맞는 팀들을 노던 프리미어리그, 서던 풋볼리그, 이스미언 리그에서 승격시켰다.
콘퍼런스 내셔널의 최다 우승은 2회로 여섯 팀이 공동으로 차지하고 있다.

### 승격과 강등
1987년 이전에는, 콘퍼런스 클럽들은 풋볼 리그로의 승격이 리그 멤버 간의 투표에 의해 정해져야만 했었다. 그 결과 풋볼 콘퍼런스를 우승해도 승격할 수 있다는 이점이 사라지게 되었다. 이것이 1987년에 바뀌어서 풋볼 리그 디비전 4와의 자동승강제 실시가 동의를 얻고 실시되게 되었던 것이다. 이 새로운 시스템의 최초 수혜자는 링컨 시티였다. 링컨 시티는 강등된 스카보로와 자리를 바꿔 승격하게 되었다. 그러나, 콘퍼런스 챔피언이 풋볼 리그에 들어갈 수 있는 자격을 주지만, 이것은 경기장을 비롯하여 조건에 맞아야 성공되는 것이었다. 1990년대 중반에 연속적으로 3년 동안 콘퍼런스 우승 팀들은 이와 같은 조건 때문에 풋볼 리그로의 승격을 거부당하기 시작했다. 1997년부터 3년동안 두번의 우승을 했던 메이클즈필드 타운 (이 팀은 경기장이 기준에 맞지 않아 승격이 거부된 세 팀 가운데 하나이다.) 도 승격이 되었다.
2003년부터 콘퍼런스는 두 번째 승격 자리를 만들었다. 이 자리는 풋볼 리그의 플레이오프 시스템과 같은 방식의 플레이오프를 통해 승자를 결정해 그 승자가 진출하는 방식이었다. 우승 팀 아래의 네팀은 2위와 5위, 3위와 4위가 각각 홈 앤 원정으로 경기를 펼쳐 승자가 다시 홈 앤 원정으로 승부를 가리게 하였다. 그 결과 동커스터 로버스가 첫 번째 플레이오프 진출팀이 되었다.
2004년 이전까지는, 콘퍼런스에서 강등되는 팀은 하위의 세 리그로 강등되었다. 세 팀이 강등하게 되면 그 하부리그인 노던 프리미어리그, 서던 풋볼리그, 이스미언 리그에서 한 팀씩 승격되었다. 2004년에 콘퍼런스에 두개의 하부 디비전이 새롭게 생겨남에 따라, 콘퍼런스에서의 강등팀은 바로 이 아래의 하부 두 디비전으로 가게 되었다. 그리하여 콘퍼런스 내셔널의 하위 네팀은 각각 두팀씩 하부 디비전으로 강등되고 하부 디비전의 우승 팀과 플레이오프 승자가 콘퍼런스 내셔널로 승격하게 되었다.

## 같이 보기
- 내셔널리그 (디비전)
- 내셔널리그 노스
- 내셔널리그 사우스